# Broken Barricades
Albums de Procol Harum
Home
(1970) Live with the Edmonton Symphony Orchestra
(1972)
Broken Barricades est le cinquième album du groupe Procol Harum, sorti en 1971. Le guitariste Robin Trower quitte le groupe après sa sortie pour entamer une carrière solo.

## Titres
Toutes les chansons sont écrites par Keith Reid et composées par Gary Brooker, sauf mention contraire.

### Face 1
1. Simple Sister - 5:48
2. Broken Barricades - 3:09
3. Memorial Drive (Trower, Reid) - 3:43
4. Luskus Delph - 3:44

### Face 2
1. Power Failure - 4:29
2. Song for a Dreamer (Trower, Reid) - 5:36
3. Playmate of the Mouth - 5:03
4. Poor Mohammed (Trower, Reid) - 3:05

## Musiciens
- Gary Brooker : piano, synthétiseur, chant
- Chris Copping : orgue, basse
- Keith Reid : paroles
- Robin Trower : guitare, chant (6, 8)
- B. J. Wilson : batterie